# Finales de la NBA de 2019

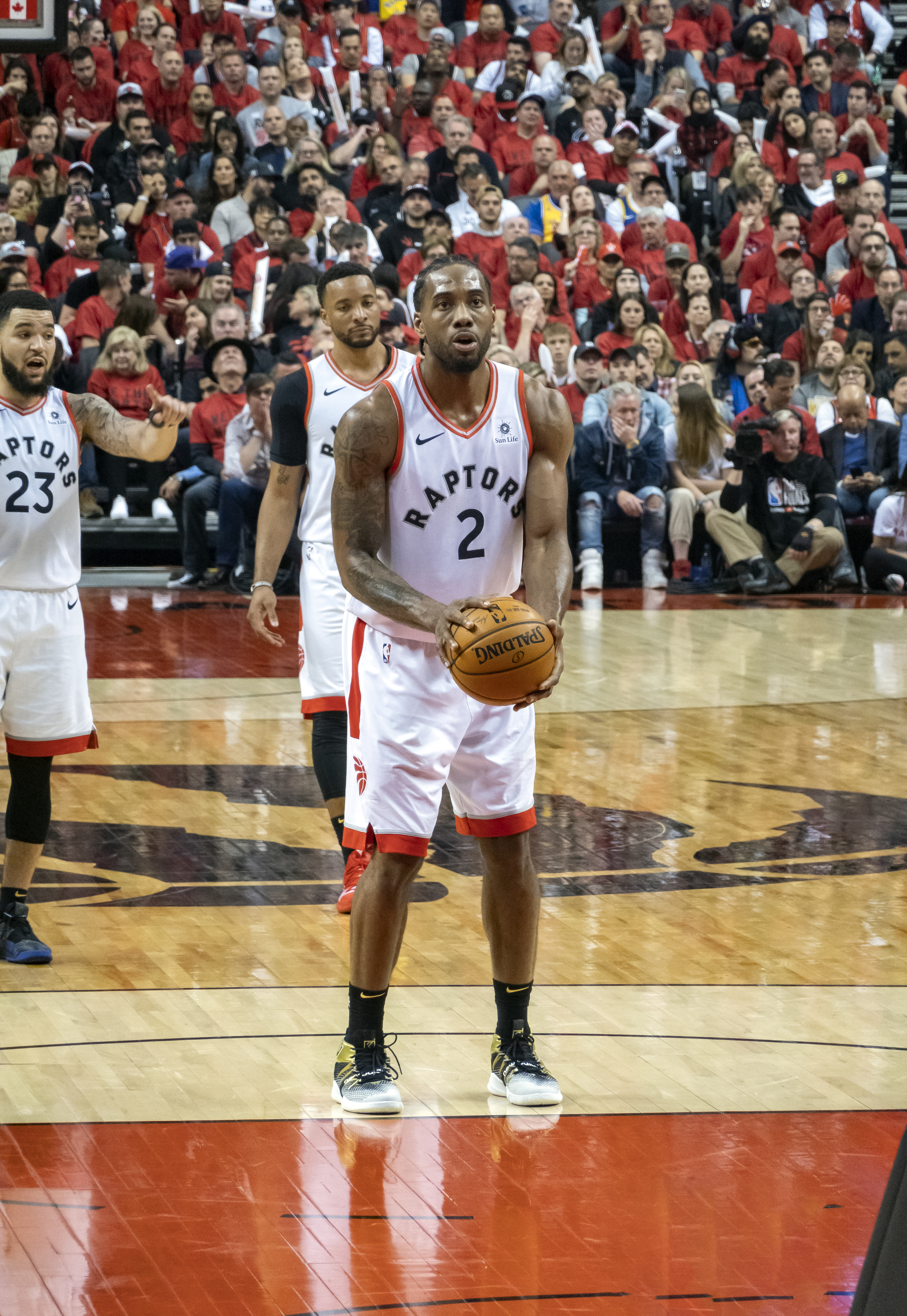
Kawhi Leonard lanzando un tiro libre durante el segundo partido de las series.

Las Finales de la NBA de 2019 fueron las series definitivas de los playoffs del 2019 y supusieron la conclusión de la temporada 2018-19 de la NBA. El título se disputó, al mejor de siete partidos, siendo el primer encuentro el 30 de mayo, y finalizando el 13 de junio. Fue una final inédita en la historia de la NBA, que enfrentó al vigente campeón, los Golden State Warriors contra Toronto Raptors. Y supuso que, por primera vez en la historia de la NBA, el equipo campeón no fuese un equipo estadounidense, al llevarse la victoria Toronto Raptors (4-2), y donde Kawhi Leonard fue nombrado MVP de las Finales.

## Enfrentamientos previos en temporada regular
| Reportaje   | Fecha      | Equipos                                 | Resultado | Lugar                                  |
| ----------- | ---------- | --------------------------------------- | --------- | -------------------------------------- |
| Reportaje 1 | 29/11/2018 | Toronto Raptors - Golden State Warriors | 131 - 128 | Scotiabank Arena, en Toronto (Ontario) |
| Reportaje 2 | 12/12/2018 | Golden State Warriors - Toronto Raptors | 93 - 113  | Oracle Arena, en Oakland (California)  |

## Camino hacia las Finales de la NBA
La trayectoria en las eliminatorias de playoffs de ambos equipos ha sido: 
|  | Equipo                | Primera ronda                    | Semifinales de Conferencia     | Finales de Conferencia      |
|  | --------------------- | -------------------------------- | ------------------------------ | --------------------------- |
|  | Toronto Raptors       | Ganó a Orlando Magic, 4-1        | Ganó a Philadelphia 76ers, 4-3 | Ganó a Milwaukee Bucks, 4-2 |
|  | Golden State Warriors | Ganó a Los Angeles Clippers, 4-2 | Ganó a Houston Rockets, 4-2    | Ganó a Portland, 4-0        |

## Partidos de la Final
Todos los horarios corresponden al horario de verano de la zona Este de Norteamérica (UTC−4).

### Partido 1
| 30 de mayo                  | Golden State Warriors                                             | 109–118 (Series: 0-1)                 | Toronto Raptors                                               | |  |  |
| 9:00 p. m.                  | Parciales: 21-25, 28-34, 32-29, 28-30                             | Parciales: 21-25, 28-34, 32-29, 28-30 | Parciales: 21-25, 28-34, 32-29, 28-30                         | |  |  |
|                             | Estadísticas 34 Stephen Curry 10 Draymond Green 10 Draymond Green | Reporte Pts Reb Asts                  | Estadísticas 30 Pascal Siakam 8 Leonard y Siakam 9 Kyle Lowry | Pabellón: Scotiabank Arena, Toronto, Ontario Asistencia: 19,983 espectadores Árbitros: James Capers, Jason Phillips, John Goble Televisión: SN, RDS, ABC |  |  |
| Toronto lidera la serie 1-0 |                                                                   |                                       |                                                               | |  |  |
|                             |                                                                   |                                       |                                                               | |  |  |

Pascal Siakam anotó 32 puntos, su récord en playoffs, con un acierto de 14 de 17 tiros, para llevar a Toronto a una victoria de 118-109 sobre Golden State. Los Raptors tenían una ventaja de 10 puntos en el descanso. Siakam, finalista del premio al Jugador Más Mejorado de la NBA, lanzó 6 de 6 en el tercer cuarto para mantener a los Warriors a raya. Toronto mantuvo una ventaja de dos dígitos durante la mayor parte del último cuarto, contrarrestando cada aproximación de Golden State.
Leonard logró 23 puntos, 8 rebotes y 5 asistencias en su primer partido de Finales de la NBA desde que fue nombrado MVP de las Finales en 2014. Marc Gasol agregó 20 puntos para los Raptors. Curry anotó 34 y Thompson 21 para Golden State, quienes habían ganado el primer partido de las finales en cada uno de los últimos cuatro años. Green consiguió un triple doble con 10 puntos, 10 rebotes y 10 asistencias. DeMarcus Cousins regresó de una lesión de cuádriceps para salir desde el banquillo en su primer partido de Finales de la NBA. Durant, el jugador más valioso de las últimas dos finales, viajó con el equipo a Toronto pero, al estar lesionado, no participó en el encuentro.

### Partido 2
| 2 de junio         | Golden State Warriors                                             | 109–104 (Series: 1-1)                 | Toronto Raptors                                                 | |  |  |
| 8:00 p. m.         | Parciales: 26-27, 28-32, 34-21, 21–24                             | Parciales: 26-27, 28-32, 34-21, 21–24 | Parciales: 26-27, 28-32, 34-21, 21–24                           | |  |  |
|                    | Estadísticas 25 Klay Thompson 10 Cousins y Green 9 Draymond Green | Reporte Pts Reb Asts                  | Estadísticas' 34 Kawhi Leonard 14 Kawhi Leonard 4 Pascal Siakam | Pabellón: Scotiabank Arena, Toronto, Ontario Asistencia: 20,014 espectadores Árbitros: Scott Foster, Tony Brothers, Ed Malloy Televisión: SN, RDS, ABC |  |  |
| Serie empatada 1-1 |                                                                   |                                       |                                                                 | |  |  |
|                    |                                                                   |                                       |                                                                 | |  |  |

Klay Thompson fue el mejor anotador de su equipo con 25 puntos, y los Warriors le endosaron un parcial a los Raptors de 18–0 al comienzo de la segunda mitad que hizo inútil la reacción de Toronto en los minutos finales, para acabar perdiendo 109–104. Thompson anotó 18 puntos en la primera mitad para mantener a Golden State por delante en el marcador. Fueron once puntos arriba a falta de dos minutos para el descanso, pero la diferencia acabó solo en 5, 59–54. El parcial de 18-0 de los Warriors al comienzo de la segunda mitad batió el récord de más puntos consecutivos por parte de un equipo en el inicio de una media parte en la historia de las Finales. Thompson abandonó el partido en el último cuarto con una lesión en el muslo izquierdo después de aterrizar torpemente en un intento de triple. Toronto anotó 10 puntos consecutivos para ponerse a tan solo dos puntos, 106-104, pero Iguodala cimentó la victoria con un triple a 5,9 segundos para el final.
Curry acabó el partido con 23 puntos luego de fallar sus primeros seis lanzamientos a canasta. Cousins, que salió en el quinteto titular, acabó con 11 puntos, 10 rebotes y 6 asistencias, y Green logró 17 puntos, 10 rebotes y 9 asistencias, quedándose a un pase de canasta para lograr su cuarto triple-doble consecutivo. El pívot suplente de los Warriors, Kevon Looney, se perdió la segunda mitad con una contusión en el pecho. Leonard lideró a los Raptors con 34 puntos y 14 rebotes, mientras que Fred VanVleet sumó 17 puntos. La estrella del primer partido, Pascal Siakam, se quedó en 12 puntos, con un pobre 5 de 18 en sus lanzamientos a canasta. Toronto acabó con un 37,2% de acierto en el tiro.

### Partido 3
| 5 de junio                  | Toronto Raptors                                            | 123–109 (Series: 2-1)                 | Golden State Warriors                                         | |  |  |
| 9:00 p. m.                  | Parciales: 36-29, 24-23, 36-31, 27-26                      | Parciales: 36-29, 24-23, 36-31, 27-26 | Parciales: 36-29, 24-23, 36-31, 27-26                         | |  |  |
|                             | Estadísticas 30 Kawhi Leonard 9 Pascal Siakam 9 Kyle Lowry | Reporte Pts Reb Asts                  | Estadísticas 47 Stephen Curry 8 Stephen Curry 7 Stephen Curry | Pabellón: Oracle Arena, Oakland, California Asistencia: 19,596 espectadores Árbitros: Marc Davis, David Guthrie, Kane Fitzgerald Televisión: SN/Citytv, RDS, ABC |  |  |
| Toronto lidera la serie 2-1 |                                                            |                                       |                                                               | |  |  |
|                             |                                                            |                                       |                                                               | |  |  |

Leonard anotó 30 puntos y los Raptors lograron un 52.4% de acierto en tiros de campo con 17 triples para imponerse 123–109 como visitante sobre los Warriors. Curry consiguió su récord de anotación en un partido de playoffs, 47 puntos, con un 14 de 31, incluyendo 6 de 14 en triples, mientras el resto del equipo sumó en total 62 puntos con un acierto del 36,7%. Golden State jugó sin dos de sus dos titulares, ambos lesionados, Klay Thompson y Kevin Durant, además del pívot suplente Kevon Looney. El jugador de Toronto Kyle Lowry anotó 23 puntos con cinco triples, mientras que Danny Green añadió 18 puntos logrados con seis triples, con todo el quinteto titular en dobles figuras. VanVleet contribuyó con 11 puntos desde el banquillo.
Thompson se probó antes del partido, pero finalmente no pudo participar del mismo. Steve Kerr dejó claro que no contaría con él sin estar al 100% para evitar lesiones peores. Looney estaba descartado por una fractura de cartílago cerca de su clavícula derecha.

### Partido 4
| 7 de junio                   | Toronto Raptors                                             | 105–92 (Series: 3-1)                  | Golden State Warriors                                            | |  |  |
| 9:00 p. m.                   | Parciales: 17-23, 25-23, 37-21, 26-25                       | Parciales: 17-23, 25-23, 37-21, 26-25 | Parciales: 17-23, 25-23, 37-21, 26-25                            | |  |  |
|                              | Estadísticas 36 Kawhi Leonard 12 Kawhi Leonard 7 Kyle Lowry | Reporte Pts Reb Asts                  | Estadísticas 28 Klay Thompson 9 Draymond Green 12 Draymond Green | Pabellón: Oracle Arena, Oakland, California Asistencia: 19,596 espectadores Árbitros: Mike Callahan, Zach Zarba, Eric Lewis Televisión: SN/Citytv, RDS, ABC |  |  |
| Toronto lidera la serie, 3–1 |                                                             |                                       |                                                                  | |  |  |
|                              |                                                             |                                       |                                                                  | |  |  |

Toronto adquirió una ventaja de 3-1 en la serie después de que Kawhi Leonard anotara 36 puntos y capturase 12 rebotes en la victoria por 105-92 en la pista de los Warriors. Los Raptors comenzaron perdiendo por once puntos al principio del partido, diferencia que se redujo a cuatro (46–42) al descanso. Lograron un parcial de 37–21 en el tercer cuarto, con Leonard anotando 17 puntos, que sumaría 16 más en el último. Serge Ibaka anotó 20 puntos para Toronto, con un buen 9 de 12 en tiros de campo en 22 minutos saliendo desde el banquillo. Klay Thompson regresó de la lesión para liderar a Golden State con 28 puntos, incluidos seis triples.
Siakam sumó 19 puntos para los Raptors. VanVleet necesitó siete puntos de sutura en el último cuarto tras un codazo involuntario de Shaun Livingston. Solo un jugador de Golden State, además de Klay, anotó más de 10 puntos, Curry, que logró 27, pero con un 9 de 22 de tiros de campo y un mal 2 de 9 en triples. Looney regresó a las pistas para anotar 10 puntos, después de que Steve Kerr lo descartara para la serie tras su lesión en el segundo partido.
Toronto ha superado a Golden State en 13 de los 16 cuartos disputados hasta este partido en las finales. Históricamente, los equipos que alcanzaron un 3-1 en las Finales de la NBA lograron el campeonato en 33 de las 34 ocasiones. Los Warriors fueron la única excepción, perdiendo con Cleveland en 2016.

### Partido 5
| 10 de junio                  | Golden State Warriors                                            | 106–105 (Series: 3-2)                 | Toronto Raptors                                                 | |  |  |
| 9:00 p. m.                   | Parciales: 34-28, 28-28, 22-22, 22-27                            | Parciales: 34-28, 28-28, 22-22, 22-27 | Parciales: 34-28, 28-28, 22-22, 22-27                           | |  |  |
|                              | Estadísticas 31 Stephen Curry 10 Draymond Green 8 Draymond Green | Reporte Pts Reb Asts                  | Estadísticas 26 Kawhi Leonard 12 Kawhi Leonard 6 Leonard, Lowry | Pabellón: Scotiabank Arena, Toronto, Ontario Asistencia: 20,144 espectadores Árbitros: James Capers, Jason Phillips, Ed Malloy Televisión: SN, RDS, ABC |  |  |
| Toronto lidera la serie, 3–2 |                                                                  |                                       |                                                                 | |  |  |
|                              |                                                                  |                                       |                                                                 | |  |  |

Curry anotó 31 puntos y Thompson 26 para ayudar a los Warriors a evitar la consecución del anillo por parte de los Raptors con una victoria por 106-105 en Toronto. Entre los dos anotaron tres triples de forma consecutiva que hicieron neutralizar la ventaja de 6 puntos del equipo canadiense a falta de tres minutos y medio para el final del partido. Durant regresó a las pistas tras nueve partidos lesionado en su pierna derecha, y aportó 11 puntos en el primer cuarto. Sin embargo, a los dos minutos de la reanudación, tras intentar hacerle un cambio de dirección a Serge Ibaka se produjo una lesión en su tendón de Aquiles, que le dejará fuera de las pistas una buena temporada.
Kawhi Leonard anotó 10 puntos de forma consecutiva en el último cuarto para contrarrestar la diferencia de 14 puntos de Golden State. Tras ponerse a tres puntos, una bandeja puso a los Raptors a solo un punto, y tuvieron la opción de un último ataque, pero una mala decisión hizo que el lanzamiento sobre la bocina de Kyle Lowry no entrara, quedándose a un punto del anillo.
Golden State logró 20 triples, el segundo mejor registro en la historia de las finales de la NBA detrás de los 24 de Cleveland ante los Warriors en el cuarto partido de 2017. Cousins, que no entró en juego hasta la lesión de Durant, logró 14 puntos y seis rebotes para los Warriors, mientras que Green agregó 10 puntos, 10 rebotes y 8 asistencias. Leonard consiguió 26 puntos para los Raptors, mientras que Lowry sumó 18 y Marc Gasol 17, siendo seis los jugadores de los Raptors en cifras dobles. Golden State jugó la mayor parte de la segunda mitad sin Looney, quien arrastra sendas lesiones en el pecho y el hombro.

### Partido 6
| 13 de junio                | Toronto Raptors                                              | 114–110 (Series: 4-2)                 | Golden State Warriors                                             | |  |  |
| 9:00 p. m.                 | Parciales: 33-32, 27-25, 26-31, 28-22                        | Parciales: 33-32, 27-25, 26-31, 28-22 | Parciales: 33-32, 27-25, 26-31, 28-22                             | |  |  |
|                            | Estadísticas 26 Lowry, Siakam 10 Pascal Siakam 10 Kyle Lowry | Reporte Pts Reb Asts                  | Estadísticas 30 Klay Thompson 19 Draymond Green 13 Draymond Green | Pabellón: Oracle Arena, Oakland, California Asistencia: 19,596 espectadores Árbitros: Marc Davis, David Guthrie, John Goble Televisión: SN, RDS, ABC |  |  |
| Toronto gana la serie, 4–2 |                                                              |                                       |                                                                   | |  |  |
|                            |                                                              |                                       |                                                                   | |  |  |

Leonard anotó 22 puntos y capturó seis rebotes y fue nombrado el MVP de las Finales de la NBA después de que Toronto ganara 114-110 sobre Golden State para conseguir su primer campeonato en la historia de la franquicia. Thompson anotó un máximo de 30 puntos para los Warriors, pero quedó fuera del partido con 2:22 restantes en el tercer cuarto después de aterrizar torpemente y sufrir un desgarro del ligamento cruzado anterior (LCA) en la rodilla izquierda en un salto hacia la canasta. Los Warriors lograron permanecer en el partido hasta que Curry falló un triple en los últimos segundos del cuarto. Intentando asegurar la pelota después del fallo, Golden State pidió un tiempo muerto, pero no les quedaba nada, y se les señaló una falta técnica. No sirvió de nada, ya que el tiempo habría expirado si no hubieran intentado detener el reloj.
Lowry y Siakam lideraron a Toronto con 26 puntos cada uno. Lowry anotó 11 de sus puntos en los primeros dos minutos. Van Vleet terminó con 22 puntos, incluidos 12 en el período final, y anotó cinco de los 13 triples del equipo. Siakam agregó 10 rebotes. Curry logró 21 puntos para Golden State, pero fue bien defendido por los Raptors en el último cuarto sin Durant o Thompson disponibles. Draymond Green consiguió un triple doble con 11 puntos, 19 rebotes y 13 asistencias, pero cometió ocho pérdidas de balón. Iguodala logró 22 puntos a pesar de anotar solo 1 de 5 en tiros libres.
Leonard promedió 28,5 puntos por partido en la serie, y se unió a Kareem Abdul-Jabbar y LeBron James como los únicos jugadores elegidos MVP de las Finales con dos equipos diferentes. Toronto fue el primer equipo canadiense en ganar el título de la NBA, y el primer equipo no estadounidense en ganar cualquiera de los cuatro grandes títulos deportivos de América del Norte desde que los Toronto Blue Jays de la MLB ganaran la Serie Mundial de 1993.